# Молодка (деревня)
Моло́дка — деревня в Бежецком муниципальном округе Тверской области. До апреля 2023 г. входила в состав упраздненного Фралёвского сельского поселения.

## Географические данные
Находится в 7 километрах к северу от Бежецка и 5 километрах к северу от Фралёва.
Через село проходит шоссейная дорога Бежецк — Ляды.

## Население
| 2008 | 2010 |
| ---- | ---- |
| 17   | ↘12  |

## История
По данным переписи 1709 года деревня принадлежала Московскому Новодевичьему монастырю. Секуляризационная реформа 1764 года, проведённая Екатериной II, освободила жителей деревни от монастырской зависимости и перевела их в разряд «экономических крестьян».
До административно-территориальной реформы 1919 года деревня была в составе Новской волости Бежецкого уезда.
Жители деревни были прихожанами Троицкой (постройки конца XVIII века) и Смоленской (постройки начала XIX века) церквей села Алабузино, находившихся в четырех верстах от деревни.
В 1859 г. в деревне «при пруде и колодцах» было 40 дворов и проживало 200 человек: 94 мужчины и 106 женщин. Деревня считалась «казенной» (в ней жили государственные крестьяне).
1887 г: деревня на равнине, 37 дворов, 22 колодца и три пруда, кузница, три ветряные мельницы, школа грамотности.
Население — 233 человека: 112 мужчин и 121 женщина. Число семей — 38, безземельных семей — две. Грамотных — 36 мужчин, учащихся — три мальчика.
Число скота: лошадей — 38, коров и быков — 85, овец — 44, свиней — 14. Безлошадных хозяйств — два, хозяйств без коров — два.
В 1901 г. в деревне было 24 двора и проживало 96 мужчины и 117 женщин.
В 1915 г. деревня насчитывала 45 дворов.
В 1919 г. деревня вошла в состав Захаровского сельсовета сначала Алабузинской волости Бежецкого уезда, а затем Бежецкого района.
В советское время жители деревни состояли в колхозе.
Во время Великой Отечественной войны на фронте погибли и пропали без вести 27 жителей деревни .
В 2020 г. к деревне подведён межпоселковый газопровод.

## Этимология
Название деревни происходит от слова «молодь» — молодая лесная поросль.

## Известные люди
В 1917 году в деревне родился Григорьев, Михаил Григорьевич, генерал-полковник, первый заместитель командующего РВСН СССР, лауреат Ленинской премии.